# Distretto di Suxian
Il distretto di Suxian (苏仙区S, Sūxiān QūP) è un distretto della Cina, situato nella provincia di Hunan e amministrato dalla prefettura di Chenzhou.